# Andriivka, Radehiv
Andriivka (în ucraineană Андріївка) este un sat în comuna Rozjaliv din raionul Radehiv, regiunea Liov, Ucraina.

## Demografie
Componența lingvistică a localității Andriivka
     Ucraineană (99,39%)
Conform recensământului din 2001, majoritatea populației localității Andriivka era vorbitoare de ucraineană (99,39%), existând în minoritate și vorbitori de alte limbi.